# Top Spin 2
Pour les articles homonymes, voir Top Spin (homonymie).
Top Spin 2 est un jeu vidéo de tennis développé par PAM et sorti en 2006 sur Xbox 360, Windows (Steam), GBA et Nintendo DS.
Il s'agit de la suite du Top Spin, un jeu à succès en 2003 sur Xbox.

## Système de jeu
Top Spin 2 propose un gameplay plus exigeant que son aîné, ce qui le rend moins accessible mais aussi plus gratifiant.

## Joueurs
Joueurs masculin
- Andy Roddick
- Roger Federer
- Carlos Moyà
- Tommy Haas
- James Blake
- Lleyton Hewitt
- Guillermo Coria
- Tim Henman
- Max Mirnyi
- Alex Kuznetsov
- Brendan Evans
- Sébastien Grosjean

Joueuses féminies
- Venus Williams
- Maria Sharapova
- Ai Sugiyama
- Lindsay Davenport
- Anastasia Myskina
- Elena Dementieva
- Svetlana Kuznetsova
- Amélie Mauresmo
- Alicia Molik
- Jamea Jackson
- Angela Haynes
- Corina Morariu